# Miomantis
Miomantis — багатий видами рід дрібних богомолів родини Miomantidae. Налічує понад 70 видів, які мешкають переважно в Африці.

## Опис
Дрібні богомоли з широкою головою, яка сильно виступає з боків за межі вузької та довгої передньоспинки. Лобний щиток ширший за власну висоту. Фасеткові очі кулясті чи конічні. Передньоспинка не коротша за тазики передніх ніг. Переднє стегно має по 4 зовнішніх і дискоїдальних шипи. Гомілка з 7 шипами. Надкрила в самиць матові, довгі або короткі; у самців прозорі, довгі, часто з зеленою чи бурою смугою вздовж радіальної жилки.

## Поширення й систематика
Види переважно мешкають у Субсахарському тропічному регіоні Африки, хоча деякі види досягають Єгипту та Аравійського півострова. Miomantis caffra знайдений як інвазійний вид у Португалії, Австралії та Новій Зеландії. Також на півдні Португалії виявлений Miomantis paykullii.
Рід налічує близько 75 видів.

## Галерея

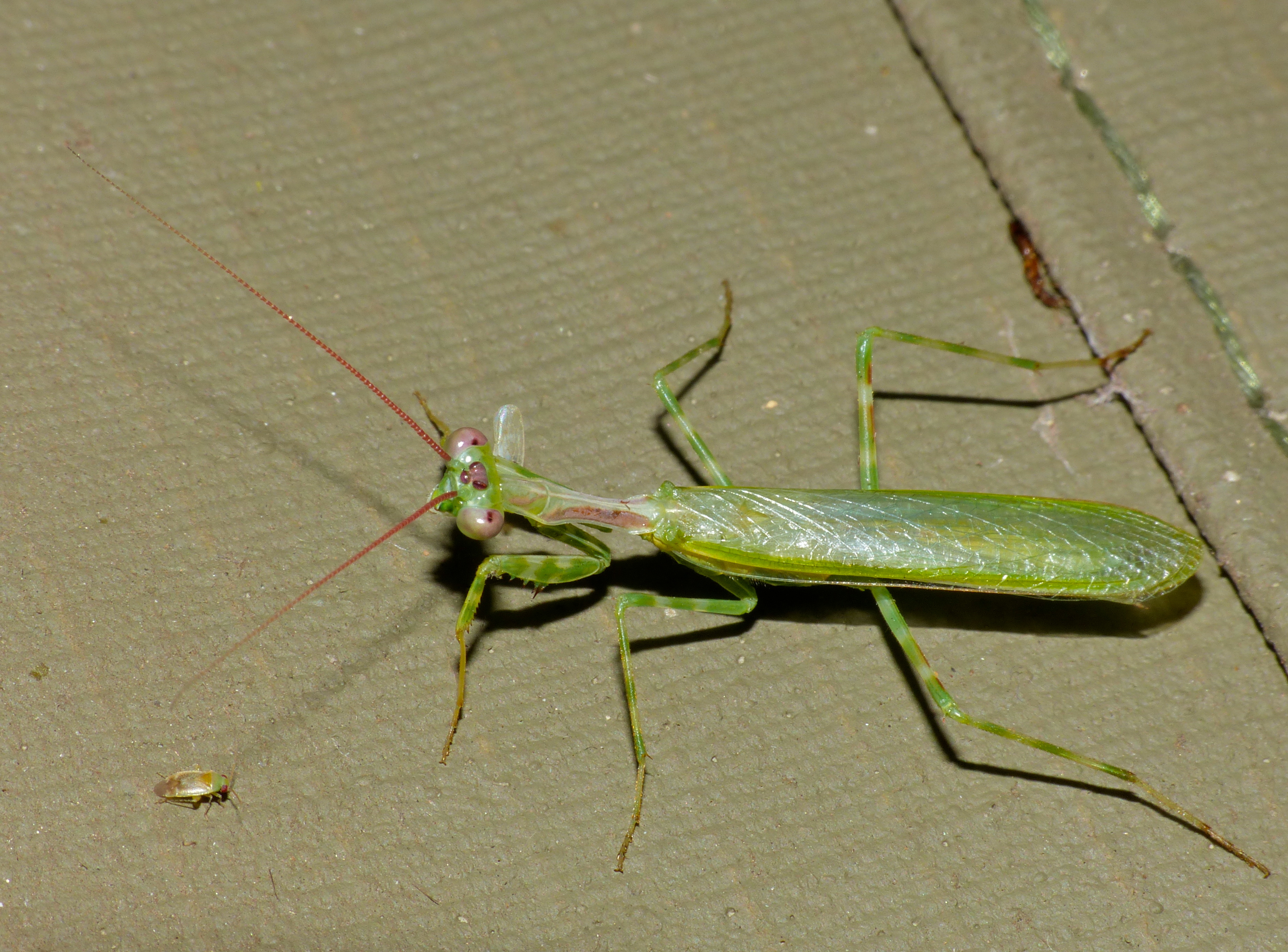
Miomantis binotata, Південноафриканська Республіка
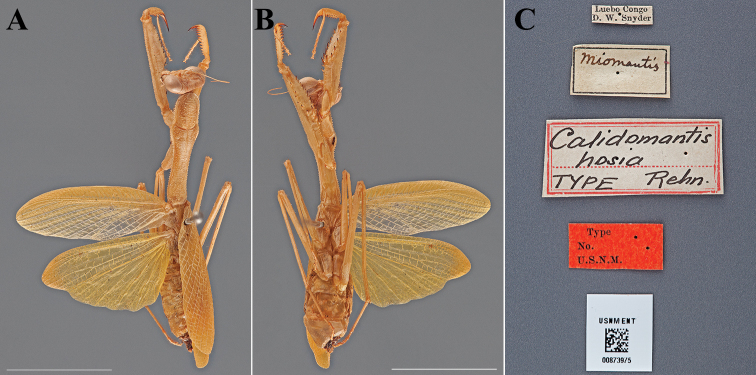
Miomantis brunni, Демократична Республіка Конго
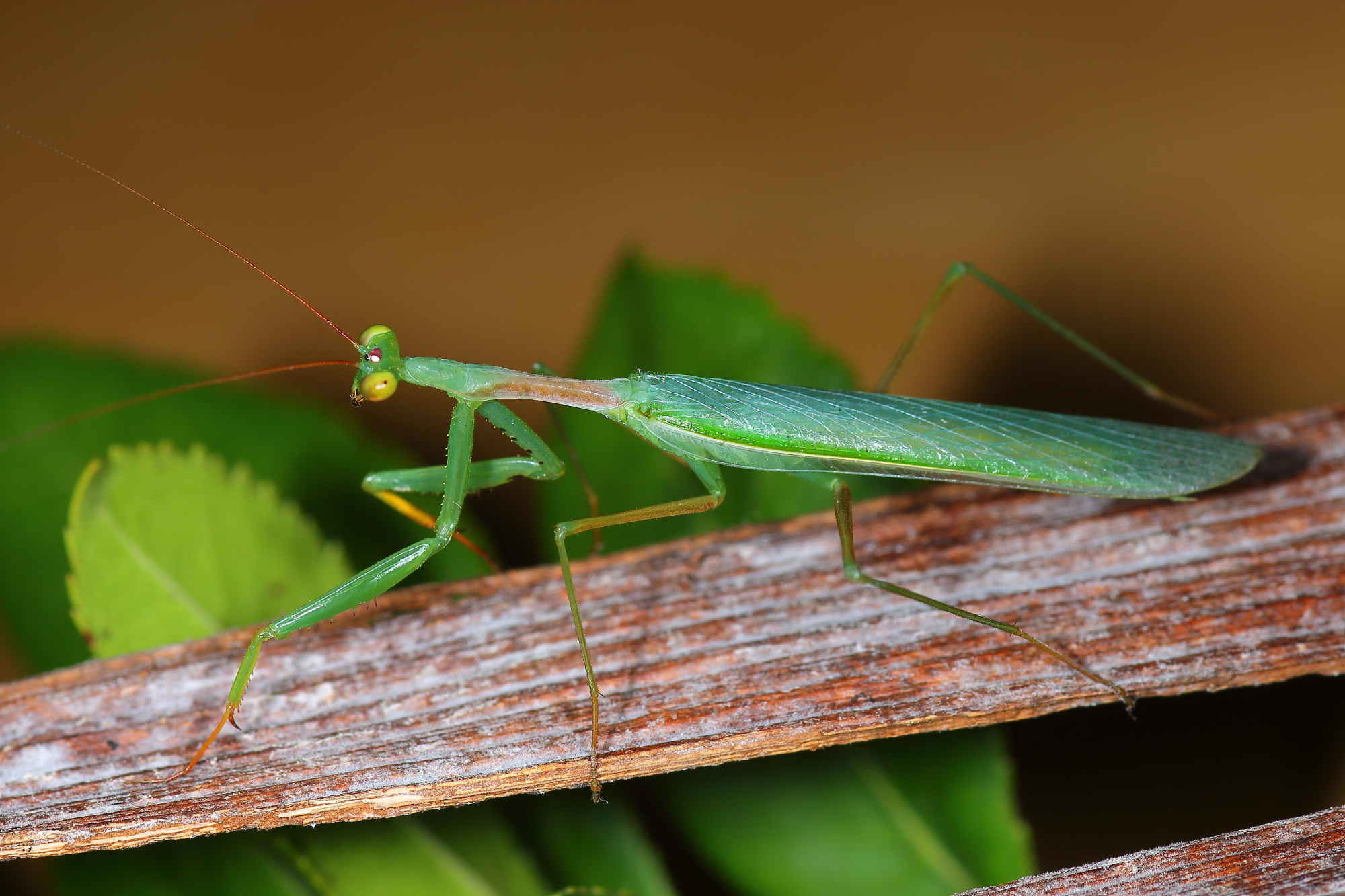
Miomantis caffra, Португалія
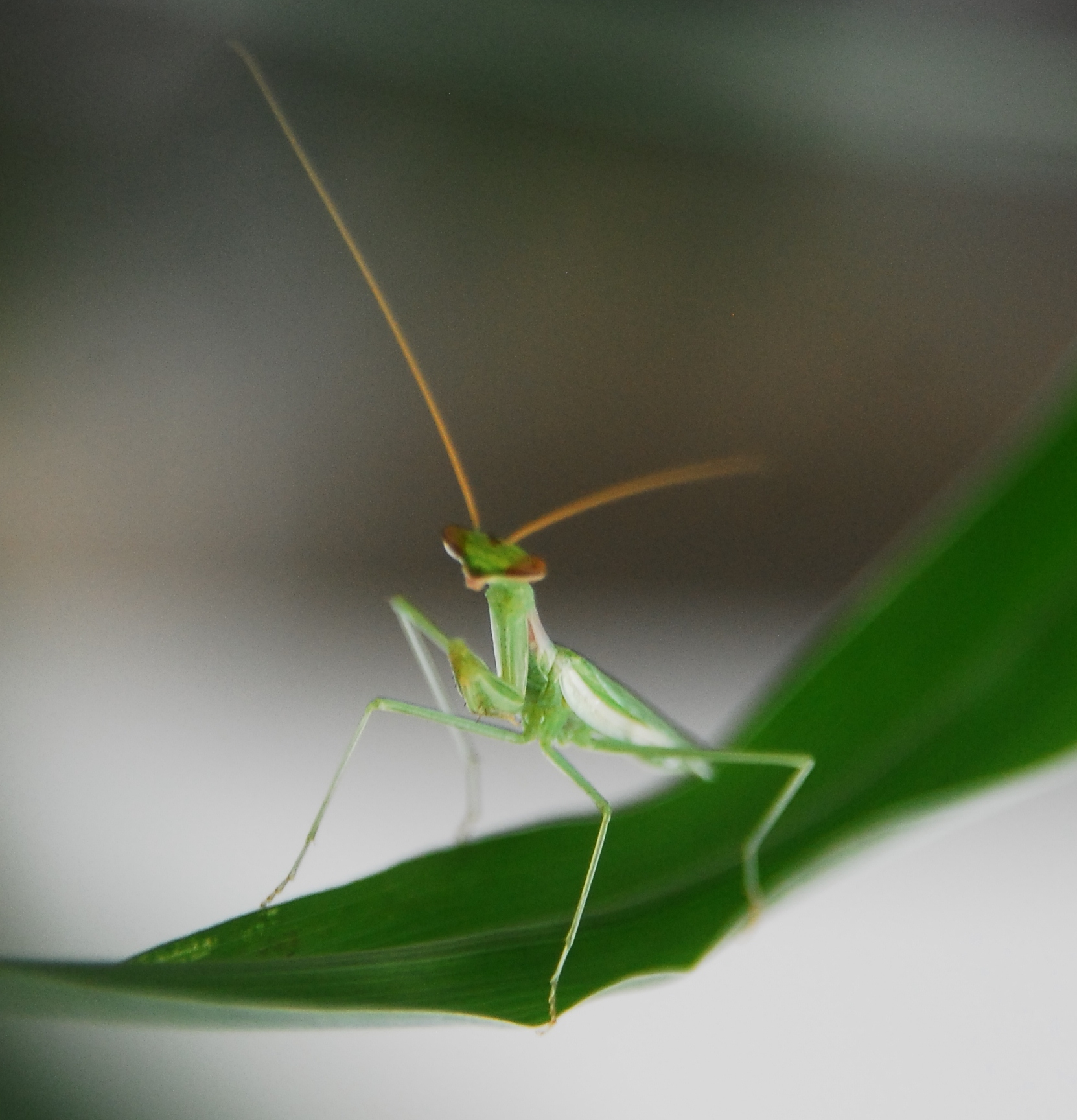
Miomantis paykullii, Ізраїль
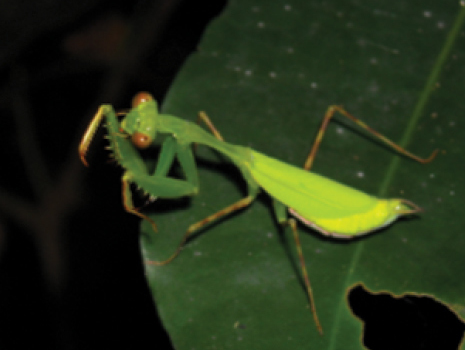
Miomantis preussi, Центральноафриканська Республіка